# La Seu (Valencia)
La Seu (en español La Sede y, más propiamente, La Catedral) es un barrio de la ciudad de Valencia (España), perteneciente al distrito de Ciutat Vella. Está situado en el centro de la ciudad y limita al norte con Morvedre y Trinidad, al este con La Xerea, al sur con San Francisco y El Mercado y al oeste con El Carmen. Su población en 2023 alcanzó un total de 3151 habitantes y tiene una superficie de 22.1 hectáreas.

## Historia
El barrio La Seu cuenta con 2162 años de historia, ya que sus orígenes se encuentran en el 138 a. C con el nacimiento de la ciudad de Valencia. Fue el corazón de la primitiva Valentia Edetanorum (que fue fundada por los romanos, los cuales se instalaron en lo que sería el barrio de La Seu) republicana e imperial, y también fue el centro de la Balansiya andalusí en la Valencia de la época musulmana. Sus barrios vecinos como El Carmen, El Mercado, San Francisco y La Xerea solo se incluían parcialmente dentro de la muralla islámica debido a la construcción asimétrica de la ciudad. Esto explica la trama urbana laberíntica del barrio, heredera en buena parte del trazado musulmán.
Recibe el nombre de La Seu por ser el barrio donde se encuentra la Catedral de Valencia. Alberga también las sedes de las Cortes Valencianas y de la Generalidad Valenciana, constituyendo así el centro de la vida política y religiosa de la Comunidad Valenciana.  Es parte del distrito de Ciutat Vella.
Desde la fundación del Reino de València el 1238 por el rey Jaime I y hasta la división provincial del 1833, el barrio de La Seu ha sido el centro administrativo de este territorio, y todavía lo continúa siendo, a día de hoy, después de que en 1982 se aprobara el Estatuto de Autonomía de la Comunidad Valenciana, gracias al cual se recuperaron las instituciones forales valencianas ya mencionadas anteriormente: la Generalidad Valenciana y las Cortes Valencianas.
Muy cerca de estas instituciones se encuentran la Basílica de València (siglo XIII-XVIII) y el Palacio de la Batlia y de los Scala, sede de la Diputación de Valencia. En el siglo XVII se erigió la Basílica de la Virgen María de los Desamparados, uno de los centros religiosos valencianos.
Actualmente, el barrio acontece uno de los principales núcleos turísticos de la ciudad con instalaciones museísticas como el centro arqueológico de la Plaza de la Almoina, (siglo XVI) o el Museo de la Ciudad de Valencia, situado en el Palacio del Marqués de Campo.

## Patrimonio
- Catedral de Valencia: construida entre los siglos XIII y XVIII y cuyo arzobispo desde el 2014 hasta nuestros días es Antonio Cañizares.[8] La catedral ocupa el lugar de una antigua mezquita y tras la orden de Jaime I se construyó la iglesia dedicada a la Asunción de Santa María. Esta estructura eclesiástica es principalmente de estilo gótico, aunque hay monumentos de diferentes épocas. Además, cuenta con el Santo Cáliz y obras importantes del Renacimiento Español. Por eso la Catedral está declarada como Bien de Interés Cultural por parte de la Generalidad Valenciana.[9][10][11] Su campanario es el conocido Miguelete (Micalet), en el que podemos ver las vistas aéreas de la ciudad.[11]
- Basílica de la Virgen de los Desamparados: del siglo XVII, situada en la plaza de la Virgen y conectada a la Catedral de Santa María de Valencia. Su construcción está dedicada a la patrona de Valencia, la Virgen de los Desamparados.  Su principal artífice fue el arquitecto requenense, Diego Martínez Ponce de Urrana, ayudado por José Montero y José Artíguez. Fue declarada Monumento Artístico Nacional el 5 de junio de 1981.[12]
- Ruinas arqueológicas de la Plaza de la Almoina: romanas, visigodas y andalusís.
- Almudín de Valencia: construido en el siglo XIV y situado sobre un alcázar musulmán que sirvió como almacenaje y venta de trigo.[13] Su restauración obtuvo el Premio Europa Nostra y a día de hoy su edificio está dedicado e una sala de Exposiciones de forma temporal.[14]
- Iglesia de Santa Catalina: construida entre los siglos XIII y XVIII se levantó donde antes se encontraba una antigua mezquita adquiriendo el rango de parroquia en 1245, es una de las más antiguas de la ciudad Anteriormente, se trataba de un edificio renacentista, pero debido a un incendio la reconstruyeron con un aspecto más barroco. Frente a ella se construyó la Calle de la Paz  (Valencia), a finales del siglo XIX, que le otorgó mayor conexión entre el centro urbano y el mar.[15] Junto a ella se encuentra la Torre Campanario, una torre de estilo barroco, que ofrece junto con el Miguelete buenas vistas de la ciudad.[16]
- Iglesia de San Nicolás de Bari y San Pedro Mártir: Construida entre los siglos XIII y XVIII. Su edificación nos traslada en la época de Jaime I que se lo donó a los dominicos que le acompañaban. En 1242 fue nombrada parroquia y entra dentro de las primeras 12 parroquias de toda Valencia. Durante la época barroca, la Iglesia tuvo una adaptación a este arte y que a días de hoy se puede observar.[17][18] La parroquia ha sido recientemente restaurada y una de las muestras pictóricas s considerada como la "Capilla Sixtina" valenciana.[18]
- Iglesia del Santísimo Cristo del Salvador: es una parroquia construida entre los siglos XIII y XVIII y se construyó como otras parroquias de la ciudad sobre una mezquita. En el siglo XIX sufrió una reforma, a pesar de que sigue su estilo neoclásico.[19]
- Palacio de la Generalidad Valenciana: es un edificio del siglo XV con estilo gótico tardío que en sus inicios sirvió como sede recaudadora de los impuestos de la Corona, aunque ha tenido oras funciones.[20] Ha sido reformado en el XX, siglo en el que alcanzó su forma definitiva.[21] Actualmente es sede de la Generalidad Valenciana.[22][22] Forma parte de los palacios declarados BIC (Bien de Interés Cultural).[23]
- Palacio de Benicarló: es sede de las Cortes Valencianas. Fue construido en el siglo XV y reformada en el siglo XIX que lo incluyó en un estilo gótico.[24] Fue residencia de la familia de los Borja, los duques de Gandía. Antes de esto, era la Escuela de Arte y Gramática en 1408. Los duques abandonaron el palacio y fue adquirido por la familia Pujals. De la estructura original se conservan las ventanas del último piso y una portada con arco de medio punto.[25]
- Palacio del Marqués de la Scala: es una de las sedes de la Diputación de Valencia (provincial) y perteneció en su momento a los marqueses Scala y Señores de Manises.[26] Junto con otros palacios forman un conjunto de Bienes de Interés Cultural.[23] Es un palacio gótico renacentista del siglo XVI y reconstruido en varias ocasiones (siglo XVII y el siglo XVIII) es por eso que cuenta con accesos diferentes y dos patios.[27]
- Palacio de los Catalá de Valeriola: este edificio declarado Bien de Interés Cultural en 2007[23] y actual sede de la Vicepresidencia y la Conselleria de Igualdad y Políticas Inclusivas fue construido entre los siglos XV y XVIII. En el interior del palacio  que se caracteriza por una arquitectura gótica destacan los pavimentos cerámicos, la cúpula pintada y el retablo de madera y también el artesonado. Es un icono claro de la sociedad Valenciana de la época. ha sido propiedad de muchas familias a lo largo de la historia de la ciudad de Valencia.[28]
- Palacio de los Escrivà: el palacio es un edificio residencial del siglo XV y reconstruido en el siglo XVIII.[29] La puerta es de estilo gótico y piedra de sillería y el exterior de la fachada es de piedra recubierta de enlucido de mortero. Fue declarado Bien de Interés Cultural por la Generalidad Valenciana.[23]
- 'Torres de Serrano': Construidas como parte de la defensa de la ciudad de Valencia en uno de sus accesos más usados. Referente de la arquitectura gótica. También sirvió como arco de triunfo. Actualmente es el lugar desde donde la fallera mayor realiza la Crida, dando la bienvenida a las fallas.[30]
- Iglesia de San Esteban (Valencia): Se erige en la plaza de San Esteban, siendo BIC (Bien de Interés Cultural) y fue nombrado Monumento Artístico Nacional en 1995. Es una de las iglesias más antiguas y más importantes de Valencia. [31]
- Iglesia de Nuestra Señora del Pilar y San Lorenzo: Construida entre los ss. XIII y XIV sobre unos antiguos restos de una mezquita árabe.
- Palacio del Marqués de Campo: Fue Palacio de los Duques de Villahermosa. Cuando se destruyo el palacio real fue preparado para servir de Capitanía General, luego pasó a ser el lugar de vivienda del Marqués de Campo y  acabó siendo adquirida por los Condes de Berbedel, nombre el cual conserva.[32]
- Palacio del Almirante (Valencia): Su mayor tesoro se encuentra en su patio claustral, que es uno de los ejemplos de la arquitectura góticas más pura de los palacios señoriales valencianos.[33]
- Palacio Arzobispal de Valencia: Esta construcción palaciega alberga las instalaciones religiosas de la residencia arzobispal. Edificado con un extravagante estilo histórico barroco inspirado en la tradición sevillana, exhibe paredes exteriores de ladrillo expuesto sobre base de piedra, nivel intermedio con aberturas enmarcadas, fachada principal con balcones adornados, y un énfasis particular en la sección central.[34]

## Población
| 1991 | 1996 | 2001 | 2011 | 2012 | 2013 | 2014 | 2015 | 2016 | 2017 | 2018 | 2019 | 2020 | 2021 | 2022 | 2023 |
| ---- | ---- | ---- | ---- | ---- | ---- | ---- | ---- | ---- | ---- | ---- | ---- | ---- | ---- | ---- | ---- |
| 2589 | 2514 | 2517 | 2831 | 2857 | 2892 | 2857 | 2842 | 2922 | 2978 | 3097 | 3013 | 3005 | 3049 | 3102 | 3151 |

Fuente: Padrón Municipal de Habitantes 01/01/2023
|         | Total | 0-15 | 16-64 | 65 y más |
| ------- | ----- | ---- | ----- | -------- |
| Total   | 3151  | 350  | 2183  | 618      |
| Hombres | 1514  | 177  | 1065  | 272      |
| Mujeres | 1637  | 173  | 1118  | 346      |

Fuente: Padrón Municipal de Habitantes 01/01/2023

## Transporte[35]
La lista de paradas de la EMT Valencia más cercanas a La Seu son: Plaça De La Reina; Marqués De Dosaigües; Mercat Central; Editor Manuel Aguilar - Guillem Sorolla; Av. Del Oeste - Roger De Flor [València]; Avinguda De L'Oest; Barques - Pl. De L'Ajuntament; Plaça De L'Ajuntament; Plaça De L'Ajuntament - Periodista Azzati; Colón; Àngel Guimerà; Valencia Nord; Pont De Fusta.
- Autobús EMT: C1, 4, 6, 8, 31.
- Metro: Circulan por La Seu las líneas 3,5,7,9 con la parada principal en Colón.

Las rutas y líneas en autobús que tienen paradas cercanas a La Seu son: 27, 6, 60, 62, 71, L150. En tren: C2 y Metrovalencia: 2,5,7. 

## Imágenes

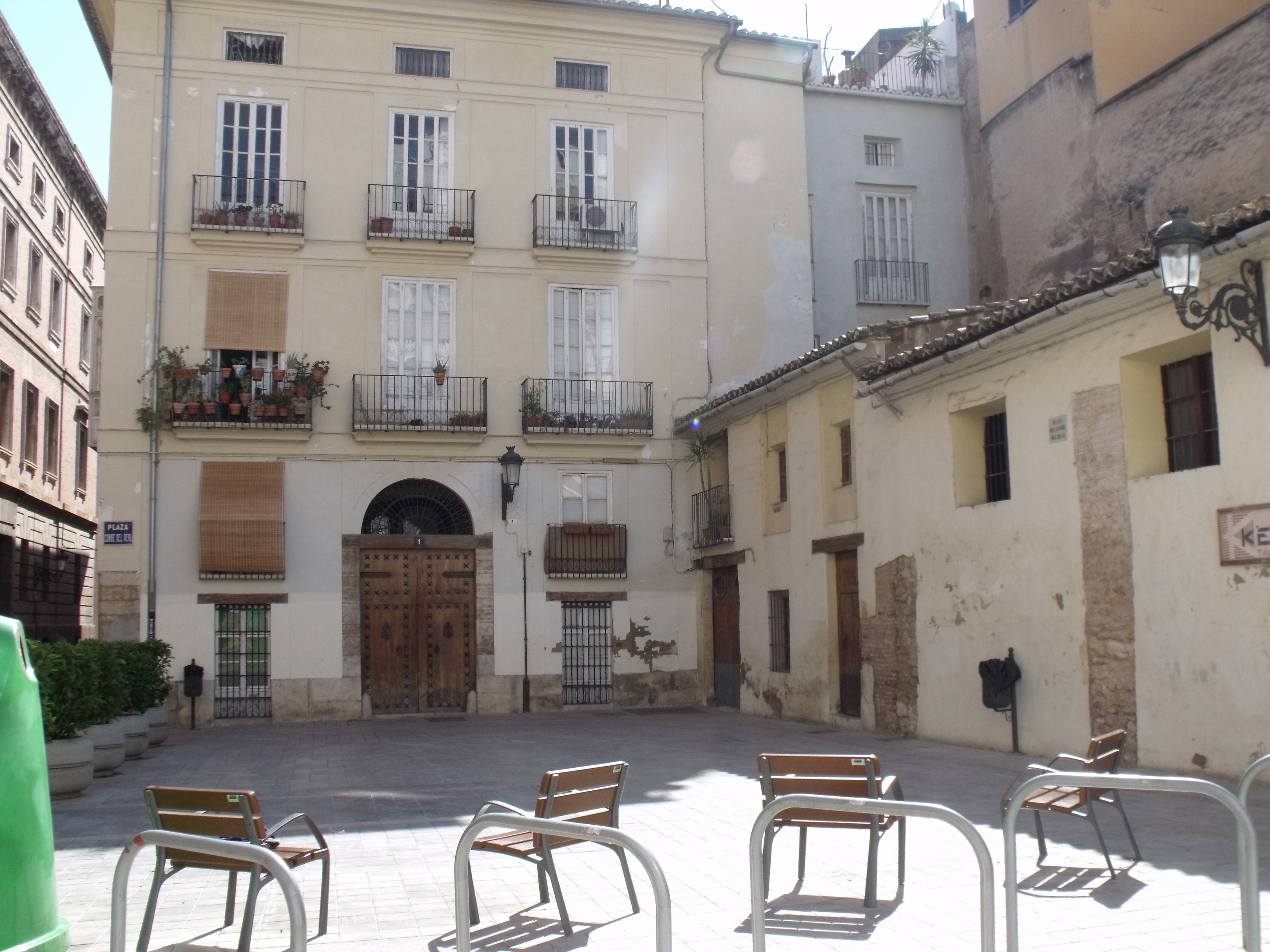
Plaza del Conde del Real.
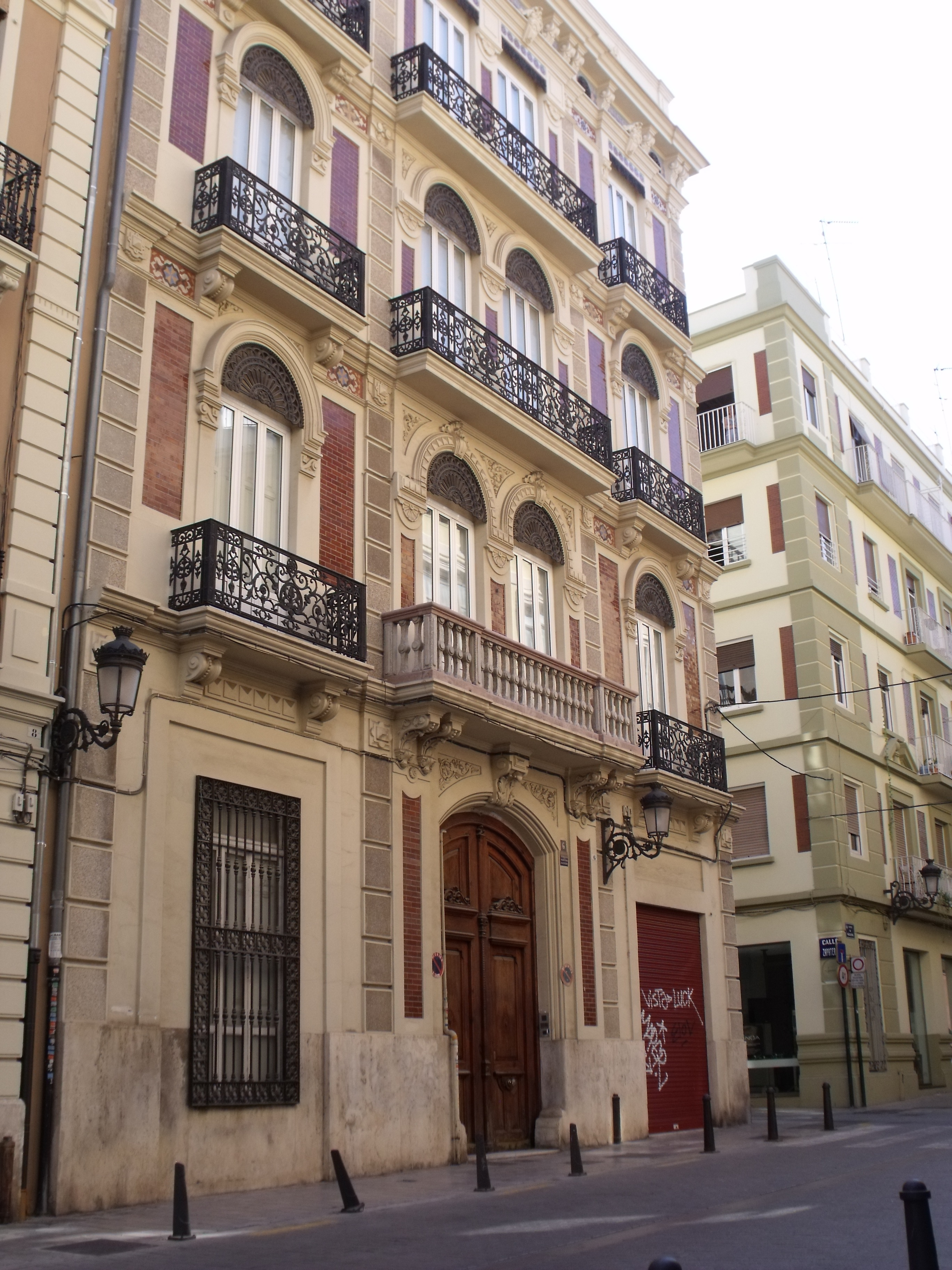
Calle de Náquera.
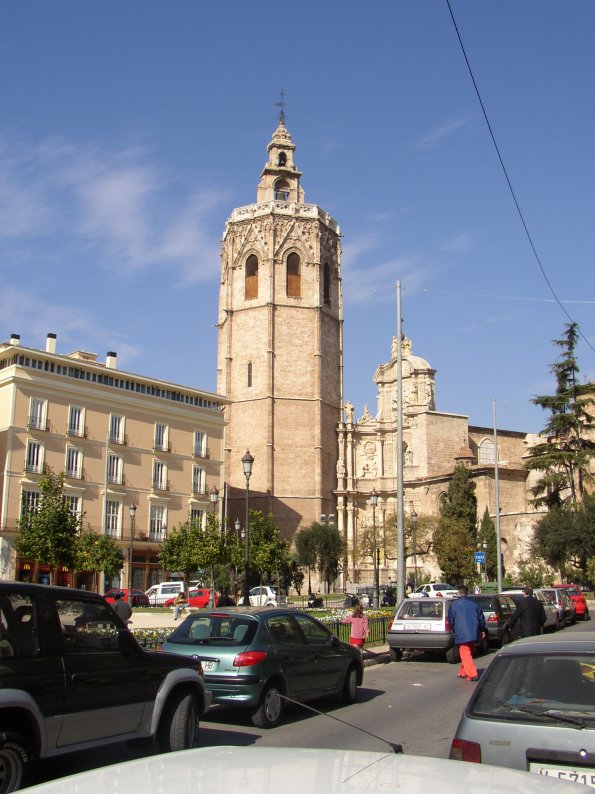
Catedral, Miguelete y plaza de la Reina.
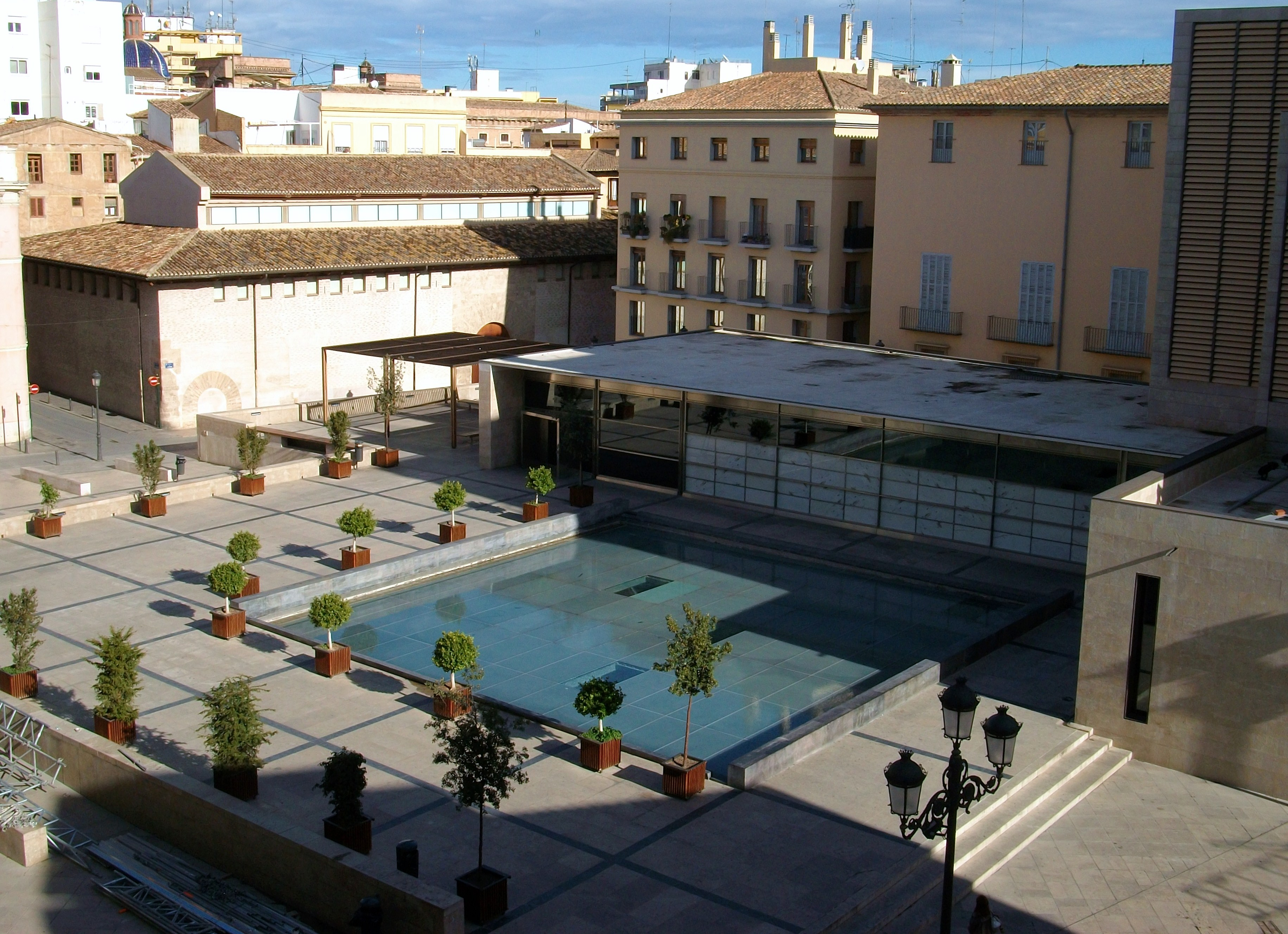
Plaza de la Almoina.
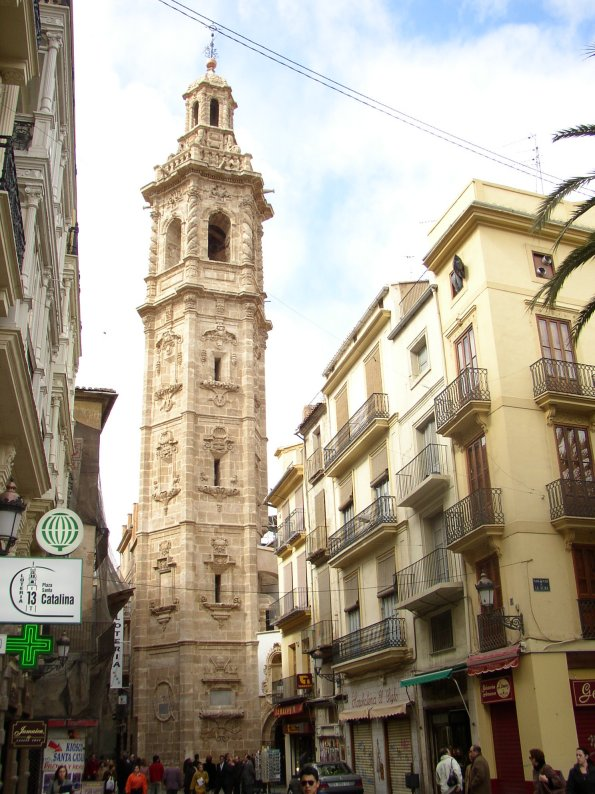
Iglesia de Santa Catalina.